# Antônio de Góis
Antônio de Góis Cavalcanti (? - ?) foi um engenheiro e político brasileiro. Exerceu o cargo de prefeito do Recife em duas administrações.
A primeira administração ocorreu entre 1922 e 1925, onde foram construídas a Praça do Derby e a Praça do Entroncamento. Nessa administração também foi oficializado o hino do Recife.
A segunda administração foi entre 1931 e 1934. Nessa administração foi construído o Mercado de Santo Amaro.
Foi eleito em outubro de 1934 deputado federal na legenda do Partido Social Democrático (PSD) de Pernambuco, mas só exerceu o mandato entre maio de 1935 e 10 de novembro de 1937, em razão do advento do Estado Novo e a dissolução do Congresso Nacional.
Antônio de Góis, juntamente com outros dois engenheiros pernambucanos, foi o inventor do cobogó, elemento vazado inicialmente feito com cimento.